# Grenay (Isère)
Pour les articles homonymes, voir Grenay.
Grenay est une commune française située dans le département de l'Isère, en région Auvergne-Rhône-Alpes. Elle fait partie de l'unité urbaine de Villefontaine et de l'aire urbaine de Lyon.

## Géographie

### Situation et description

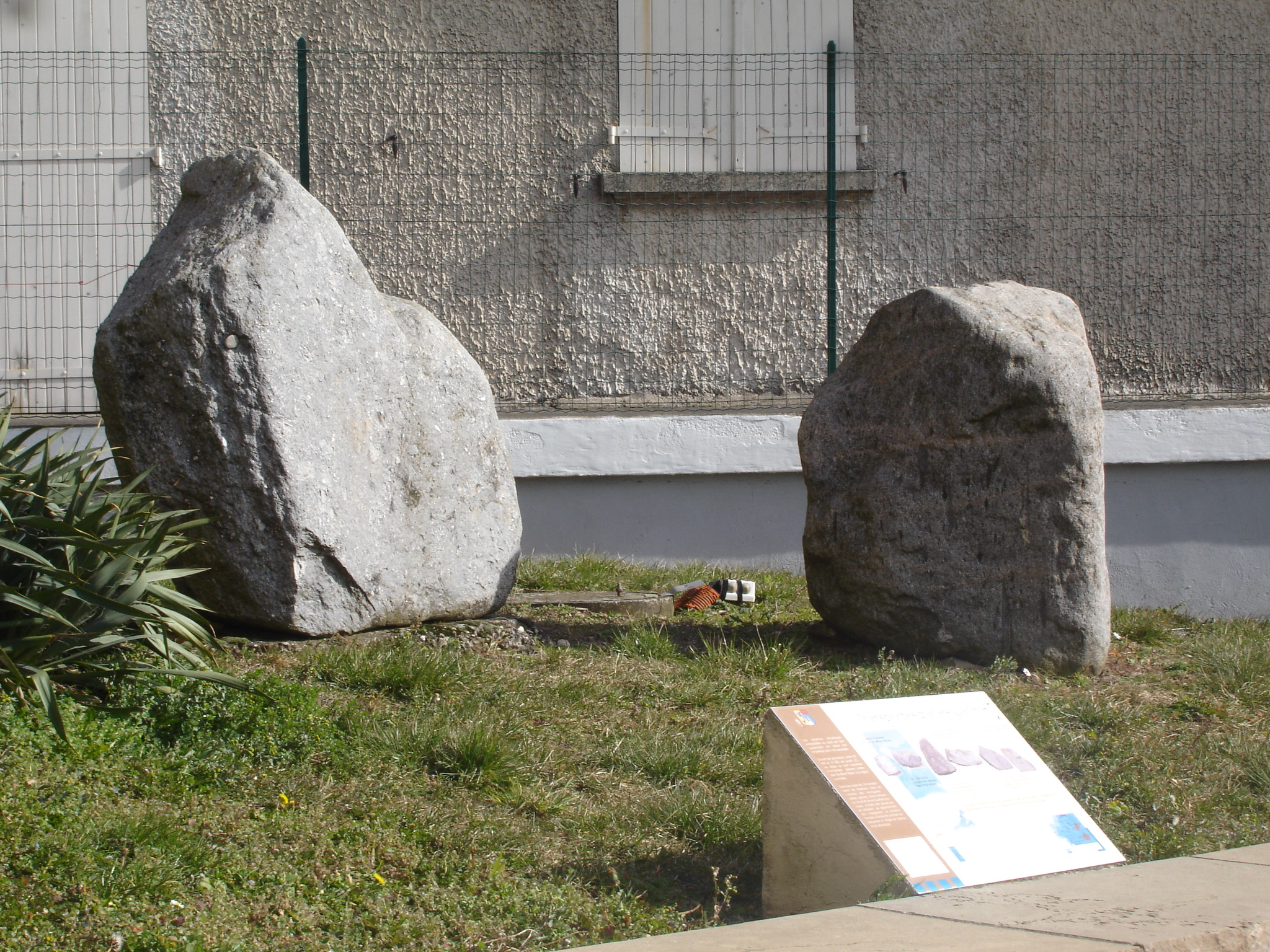
Blocs morainiques.

La commune est positionnée dans la partie nord-ouest du département de l'Isère, en limite du département du Rhône, à l'est de l'agglomération lyonnaise, à proximité de l'aéroport de Lyon-Saint-Exupéry.

### Géologie
Le village de Grenay, en Isère, possède une originalité géologique : il est situé sur la plus haute moraine glaciaire d'Europe. Datant de l'époque wurmienne, cette moraine résulte de la fonte des glaciers des Alpes qui venaient jusqu'à Grenay.
Ces glaciers ont laissé sur place les blocs de rochers qu'ils transportaient et dont certains sont exposés maintenant à côté de l'église avec un panneau explicatif.
Un odonyme (rue de la Moraine) rappelle cette situation originale.

### Communes limitrophes
| Saint-Laurent-de-Mure (Rhône)                                  | Saint-Laurent-de-Mure (Rhône)    | Satolas-et-Bonce        |
| Saint-Laurent-de-Mure (Rhône) Saint-Pierre-de-Chandieu (Rhône) | Grenay (Isère)                   | Saint-Quentin-Fallavier |
| Saint-Pierre-de-Chandieu (Rhône) Heyrieux                      | Heyrieux Saint-Quentin-Fallavier | Saint-Quentin-Fallavier |

Voici ci-dessous une carte représentant le découpage territorial des communes limitrophes :

### Climat
Pour des articles plus généraux, voir Climat d'Auvergne-Rhône-Alpes et Climat de l'Isère.
En 2010, le climat de la commune est de type climat océanique altéré, selon une étude du Centre national de la recherche scientifique s'appuyant sur une série de données couvrant la période 1971-2000. En 2020, Météo-France publie une typologie des climats de la France métropolitaine dans laquelle la commune est dans une zone de transition entre le climat semi-continental et le climat de montagne et est dans une zone de transition entre les régions climatiques « Bourgogne, vallée de la Saône » et « Moyenne vallée du Rhône ». 
Pour la période 1971-2000, la température annuelle moyenne est de 11,7 °C, avec une amplitude thermique annuelle de 17,8 °C. Le cumul annuel moyen de précipitations est de 934 mm, avec 9,5 jours de précipitations en janvier et 6,7 jours en juillet. Pour la période 1991-2020, la température moyenne annuelle observée sur la station météorologique de Météo-France la plus proche, « Lyon-Saint-Exupery », sur la commune de Colombier-Saugnieu à 6 km à vol d'oiseau, est de 12,8 °C et le cumul annuel moyen de précipitations est de 862,5 mm,. Pour l'avenir, les paramètres climatiques de la commune estimés pour 2050 selon différents scénarios d'émission de gaz à effet de serre sont consultables sur un site dédié publié par Météo-France en novembre 2022.

### Voies de communication
Le territoire communal est traversé par deux axes routiers notoires :
1. l'autoroute A43 qui permet de relier Lyon et Chambéry (ainsi que l'agglomération grenobloise) ;
2. l'ancienne route Nationale 6 déclassée en route départementale permet de relier la commune avec l'agglomération lyonnaise et les autres communes de l'Isère dont Bourgoin-Jallieu et L'Isle d'Abeau.

La ligne Lyon - Grenoble de la SNCF traverse le territoire de la commune. La gare de La Verpillière est la gare ferroviaire la plus proche. Elle est desservie par des trains TER Auvergne-Rhône-Alpes.

## Urbanisme

### Typologie
Au 1er janvier 2024, Grenay est catégorisée bourg rural, selon la nouvelle grille communale de densité à sept niveaux définie par l'Insee en 2022.
Elle appartient à l'unité urbaine de Villefontaine, une agglomération intra-départementale regroupant six  communes, dont elle est une commune de la banlieue,,. Par ailleurs la commune fait partie de l'aire d'attraction de Lyon, dont elle est une commune de la couronne,. Cette aire, qui regroupe 397 communes, est catégorisée dans les aires de 700 000 habitants ou plus (hors Paris),.

### Occupation des sols
L'occupation des sols de la commune, telle qu'elle ressort de la base de données européenne d’occupation biophysique des sols Corine Land Cover (CLC), est marquée par l'importance des territoires agricoles (51,3 % en 2018), une proportion sensiblement équivalente à celle de 1990 (50,5 %). La répartition détaillée en 2018 est la suivante : 
terres arables (27 %), zones agricoles hétérogènes (24,3 %), zones industrielles ou commerciales et réseaux de communication (21,2 %), forêts (13,6 %), zones urbanisées (10,1 %), espaces verts artificialisés, non agricoles (3,7 %), mines, décharges et chantiers (0,1 %). L'évolution de l’occupation des sols de la commune et de ses infrastructures peut être observée sur les différentes représentations cartographiques du territoire : la carte de Cassini (XVIIIe siècle), la carte d'état-major (1820-1866) et les cartes ou photos aériennes de l'IGN pour la période actuelle (1950 à aujourd'hui).

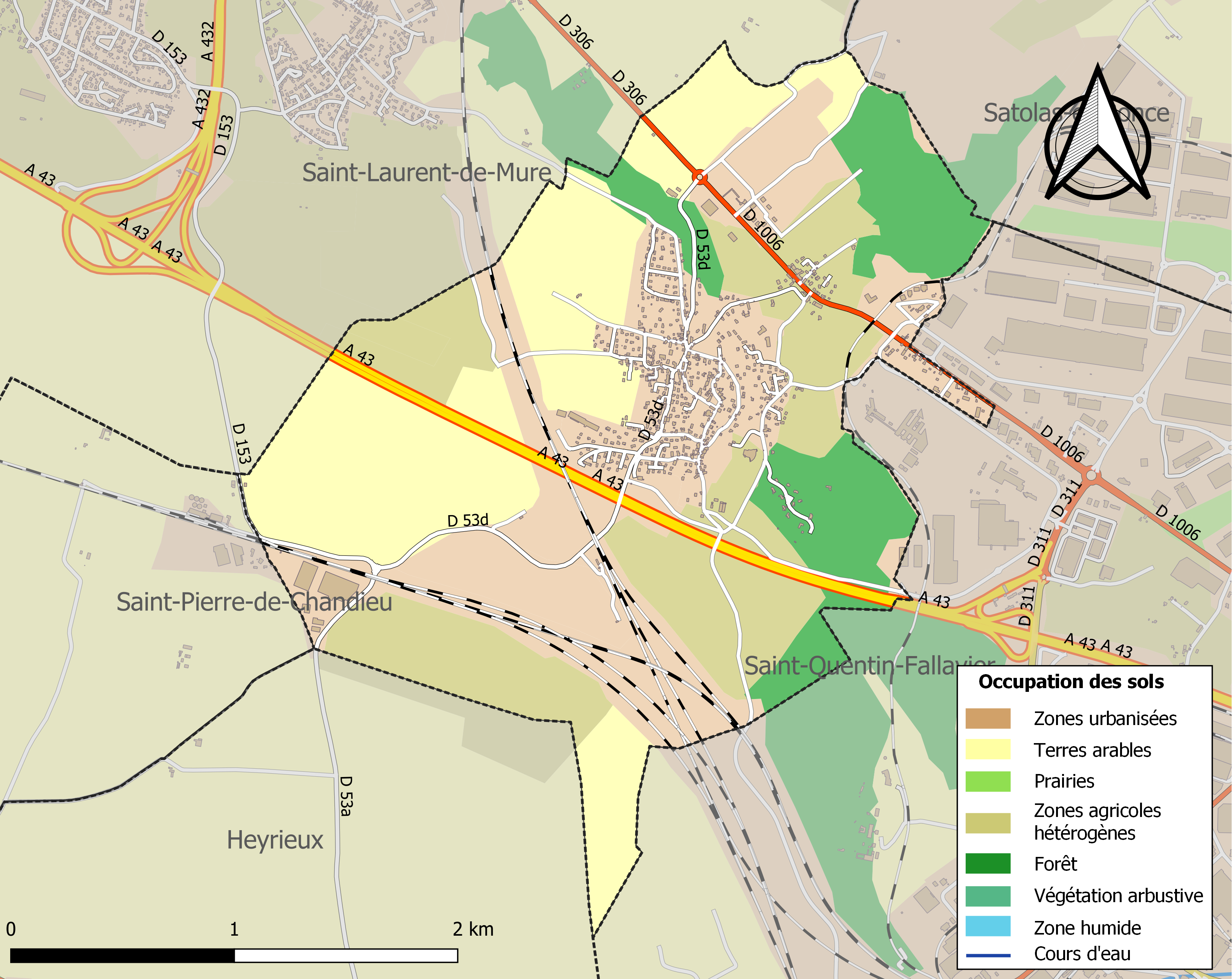
Carte des infrastructures et de l'occupation des sols de la commune en 2018 (CLC).

### Risques naturels et technologiques

#### Risques sismiques
L'ensemble du territoire de la commune de Grenay est situé en zone de sismicité no 3 (sur une échelle de 1 à 5), comme la plupart des communes de son secteur géographique.
| Type de zone | Niveau            | Définitions (bâtiment à risque normal) |
| ------------ | ----------------- | -------------------------------------- |
| Zone 3       | Sismicité modérée | accélération = 1,1 m/s2                |

## Politique et administration

### Liste des maires
Cette liste des maires provient d'une plaque présente sur un mur de la mairie de la commune :
- Alain Cauquil 2020-En cours
- Bernard Cressent Septembre 2016-2020
- Jean Marc Boitte 2014-Mai 2016
- Jacques Pinot 2008-2014
- Jean-François Saunier 1977-2008
- Xavier Meniolle d'Hauthuille 1968-1977
- Jean Montagnon 1945-1968
- Eugène Bourgey 1933-1945
- Charles Guérin 1925-1933
- Camille Saunier 1909-1925
- Joseph Jullien 1905-1909
- Antoine Beau 1900-1905
- Joseph Jullien 1892-1900
- Jacques Bourgey 1885-1892
- Ferdinand Guérin 1874-1885
- Claude Lanier 1865-1874
- Claude Roussillon 1837-1865
- Jean Saunier 1831-1837
- Mathieu Bourgey 1808-1831
- Claude Pommier 1798-1808

## Population et société

### Démographie
L'évolution du nombre d'habitants est connue à travers les recensements de la population effectués dans la commune depuis 1793. Pour les communes de moins de 10 000 habitants, une enquête de recensement portant sur toute la population est réalisée tous les cinq ans, les populations de référence des années intermédiaires étant quant à elles estimées par interpolation ou extrapolation. Pour la commune, le premier recensement exhaustif entrant dans le cadre du nouveau dispositif a été réalisé en 2007.

En 2022, la commune comptait 1 632 habitants, en évolution de +2,26 % par rapport à 2016 (Isère : +3,07 %, France hors Mayotte : +2,11 %).
| 1793 | 1800 | 1806 | 1821 | 1831 | 1836 | 1841 | 1846 | 1851 |
| ---- | ---- | ---- | ---- | ---- | ---- | ---- | ---- | ---- |
| 378  | 404  | 437  | 484  | 545  | 593  | 619  | 637  | 638  |

| 1856 | 1861 | 1866 | 1872 | 1876 | 1881 | 1886 | 1891 | 1896 |
| ---- | ---- | ---- | ---- | ---- | ---- | ---- | ---- | ---- |
| 617  | 611  | 577  | 580  | 546  | 520  | 515  | 530  | 497  |

| 1901 | 1906 | 1911 | 1921 | 1926 | 1931 | 1936 | 1946 | 1954 |
| ---- | ---- | ---- | ---- | ---- | ---- | ---- | ---- | ---- |
| 467  | 480  | 451  | 382  | 420  | 407  | 389  | 375  | 450  |

| 1962 | 1968 | 1975 | 1982 | 1990  | 1999  | 2006  | 2007  | 2012  |
| ---- | ---- | ---- | ---- | ----- | ----- | ----- | ----- | ----- |
| 451  | 490  | 514  | 715  | 1 016 | 1 196 | 1 391 | 1 419 | 1 530 |

| 2017  | 2022  | - | - | - | - | - | - | - |
| ----- | ----- | - | - | - | - | - | - | - |
| 1 606 | 1 632 | - | - | - | - | - | - | - |

### Enseignement
La commune est rattachée à l'académie de Grenoble.

### Médias
Historiquement, le quotidien à grand tirage Le Dauphiné libéré consacre, chaque jour, y compris le dimanche, dans son édition du Nord-Isère, un ou plusieurs articles à l'actualité de la communauté de communes, ainsi que des informations sur les éventuelles manifestations locales, les travaux routiers, et autres événements divers à caractère local.

### Cultes
La communauté catholique et l'église de Grenay (propriété de la commune) sont rattachées à la paroisse Saint Hugues de Bonnevaux qui comprend 20 autres communes du Nord-Isère et elle même rattachée au diocèse de Grenoble.

## Culture locale et patrimoine

### Lieux et monuments
- L'église Saint-Pierre de Grenay.
- La place du Lac
- La table d'orientation située dans la jardin du presbytère, près de l'église.
- Le chemin des Fontaines où se trouvent des vestiges romains.

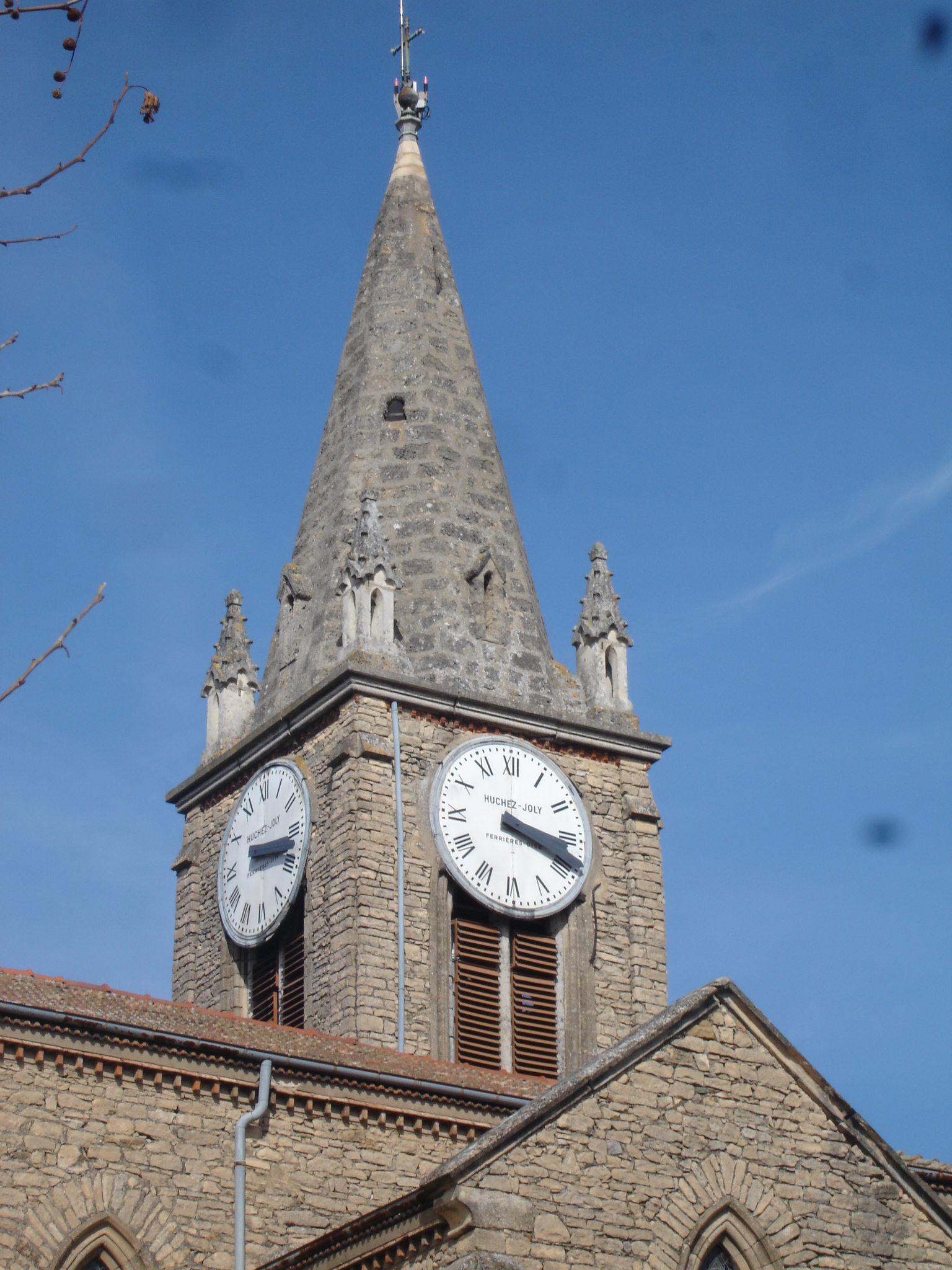
Le clocher de l'église
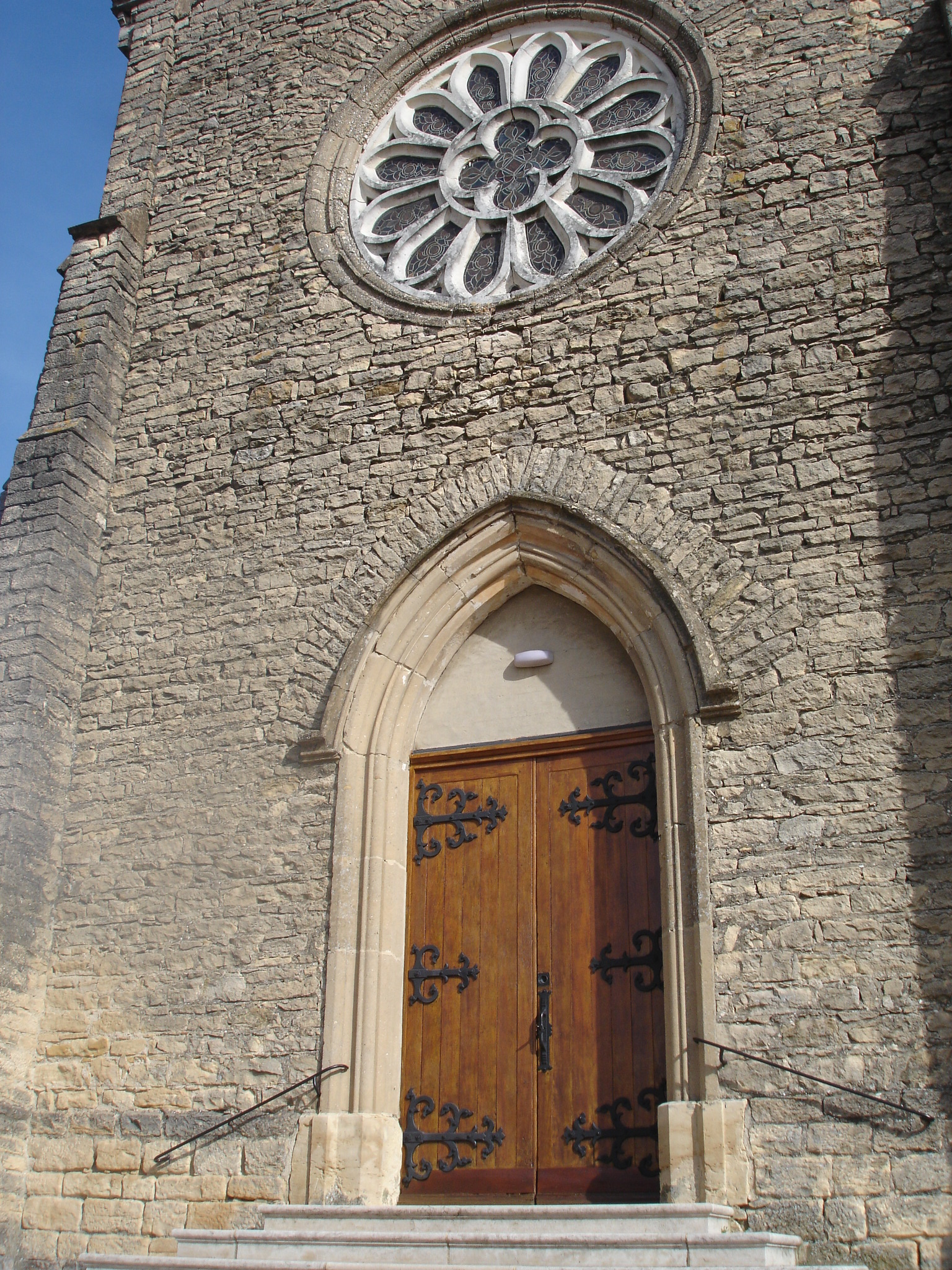
L'église, porte et rosace

### Patrimoine naturel
- La forêt du Ballier : ce lieu offre de belles promenades pédestres à effectuer dans la forêt de chênes sur une distance de 7,4 kilomètres.
- Le bois de Montmoiron : À l'ouest du village, on peut admirer ici quelques superbes blocs morainiques avec, en fin de parcours une magnifique vue sur la chaîne des Alpes, surtout en fin d'après-midi.
- Le plus gros des blocs morainiques surnommé Pierre Jacques, situé à quelque 600 mètres au nord de la route départementale numéro 100.

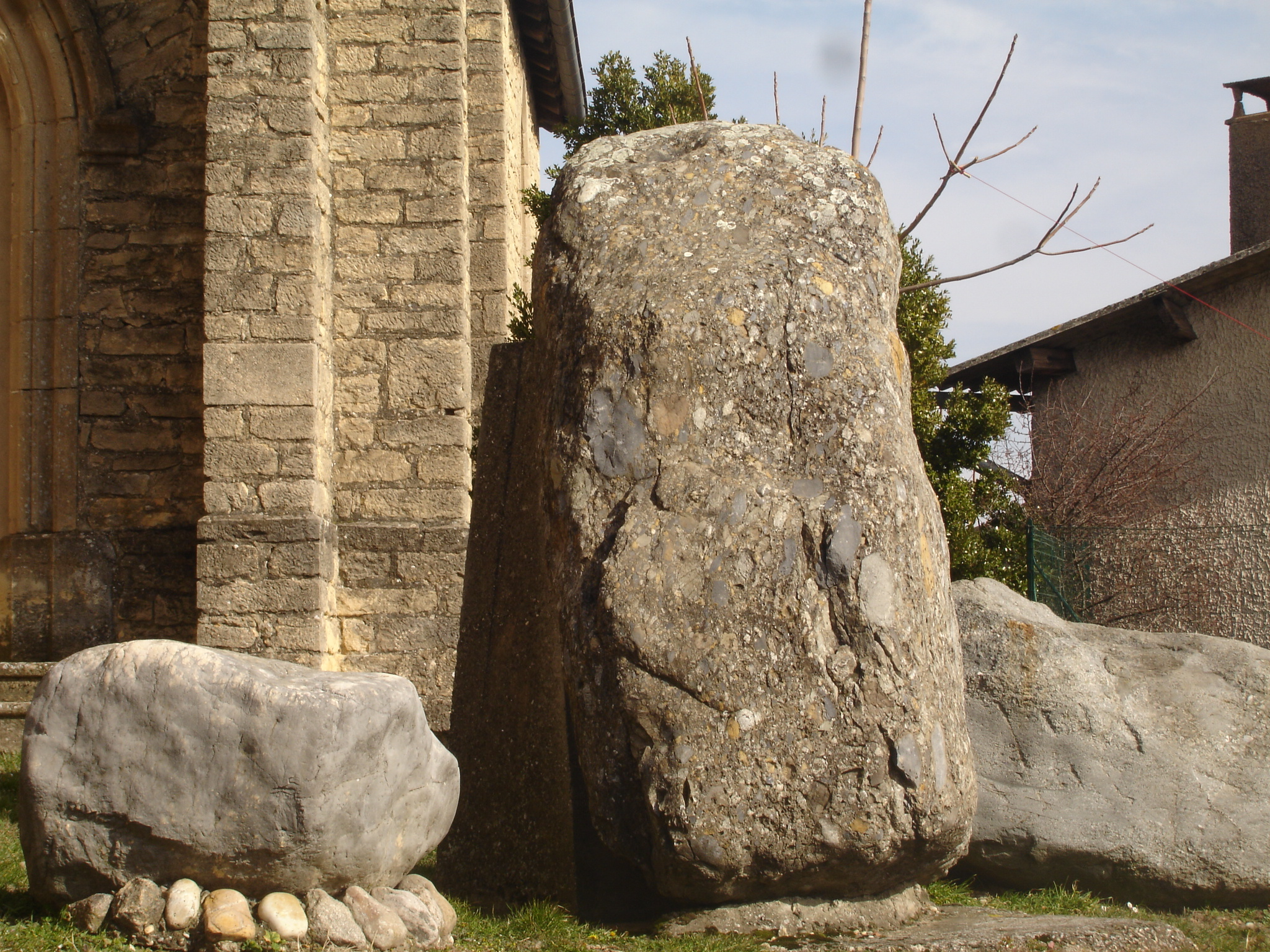
Le bloc "Pierre Jacques"

### Personnalités liées à la commune
- Maxime Verner (1989-), homme politique français, candidat de témoignage à l'élection présidentielle française de 2012, a vécu à Grenay de 1992 à 2003

### Héraldique
| Blason de Grenay | Blason  | Parti : au premier d'or au dauphin d'azur, crêté, barbé, loré, peautré et oreillé de gueules ; au deuxième d'azur à un mont d'argent issant de la pointe et du flanc dextre sur lequel est posée une tour du même, au chef de gueules accompagné de deux clefs d'or passées en sautoir, les pannetons vers les flancs et le chef. |
| Blason de Grenay | Détails | Le statut officiel du blason reste à déterminer. |